# 王雁盟
王雁盟（1970年—）為台灣的男性手風琴家。

## 經歷
大學畢業後王雁盟原在一些科技公司裡擔任職員，之後在26歲前往捷克的布拉格旅行中；看見當地一名老者以手風琴演奏時開始對此樂器產生興趣。
回到台灣後王雁盟開始以先前學習過鋼琴的經驗、來自行摸索手風琴。在1999年，王雁盟首次獲得邀約為電影《三橘之戀》演奏插曲，之後也曾在夏光雷等人的音樂專輯裡參與演奏。
2003年王雁盟考慮到志向問題而決心辭去原有工作、專心擔任手風琴手。同年王雁盟則推出個人第一張專輯《飄浮手風琴》；該專輯後續曾入圍第15屆金曲獎最佳流行音樂演奏專輯獎的名單，2005年則發行第二張專輯《音樂。偵探。王雁盟》。
除持續從事音樂演出外，王雁盟另有在家鄉台中裡開設名為「Forro Cafe」的咖啡店。

## 作品

### 個人專輯
- 飄浮手風琴：2003年
- 音樂。偵探。王雁盟：2005年

### 參與電影演奏
- 三橘之戀：1999年
- 空中花園：2001年
- 人間喜劇：2002年

### 參與專輯演奏
- 臉頰貼緊月球：1999年
- 蝴蝶：2000年
- 給世界陌生人的666轉：2001年
- 第33個街角轉彎：2002年
- 深海Blue Cha-cha：2006年
- 鹿女－永恆的追尋：2007年
- 托斯卡尼 我想起你：2007年
- 故事島：2009年

### 參與音樂劇演奏
- 空中花園：1999年
- 詩無所不在：2000年
- 地下鐵一個音樂的旅程：2003年

## 外部連結
- 風潮唱片上的王雁盟介紹